# Hydraena ambiosina
Hydraena ambiosina är en skalbaggsart som beskrevs av Perkins 2007. Hydraena ambiosina ingår i släktet Hydraena och familjen vattenbrynsbaggar. Inga underarter finns listade i Catalogue of Life.